# 온에어!
《온에어!》(オンエア!)는 coly가 착신한 스마트폰 게임이다.
2020년 10월 30일에 서비스가 종료되었으며, 2022년 1월 31일에 일부 기능 제한판 앱 공개가 종료되었다.